# NGC 4344
NGC 4344 ist eine linsenförmige Galaxie vom Hubble-Typ SB0 im Sternbild Haar der Berenike am Nordsternhimmel. Sie ist schätzungsweise 49 Millionen Lichtjahre von der Milchstraße entfernt. Die Galaxie wird unter der Katalognummer VVC 655 als Teil des Virgo-Galaxienhaufens gelistet.

Das Objekt wurde am 14. März 1784 von Wilhelm Herschel entdeckt.